# هنري كوبينس
هنري كوبينس (29 أبريل 1930 بلجيكا - 5 فبراير 2015 بلجيكا) هو لاعب كرة قدم بلجيكي سابق كان يلعب مهاجمًا، شارك في كأس العالم 1954.

## روابط خارجية
- هذه المقالة غير مرتبط بويكي بيانات